# 欽可聖
欽可聖（1614年11月19日—1644年？11月16日，一說1621年），和名城間清豐（城間為父親所領間切，清豐為名乘），童名真竈，號自了，琉球國第二尚氏王朝書法家、畫家，被任命為宮廷畫師。雖然天生聾啞，但才智過人，被稱為「異人」。

## 生平

### 啞巴天才
欽可聖出身首里士族，父親欽德基（城間親雲上清信）是宮廷樂師，曾任樂童子，母親馬氏思乙金。由於先天聾啞，不能繼承父業當音樂家，父母就把他當作廢人，不教他讀書。他八歲時有一天指著太陽，想向父親發問，但父親因為他是啞巴而沒有理會他。於是他就自己登山觀察太陽，每天早出晚歸。一個多月後某天忽然鼓掌大笑，似有所得，原來他已經懂得了天地旋轉、日月昇沈之理，感到很快樂。自此他每遇見新事物，都會晝夜思索，渴望了解箇中道理。
他的哥哥學槍棒術，他在旁觀察，知道內裡精妙之處。有一天他哥哥要測試他的技藝，他卻冷笑。他的哥哥大怒說：「你找到我的破綻之處的話，或者你也算有本事。」於是欽可聖拿起棒子揮舞，矯若游龍，動作沒有不如法。他哥哥看到就覺得既慚愧又佩服，無話可說。有一次欽可聖和同鄉的小孩一起登山，見到一頭羊從高處的岩石上墮下，卻沒有死去。欽可聖凝神看著羊，思考羊為甚麼跌下去不死，想了很久，忽然大悟，就跳下去。眾人見狀大驚，以為他必死無疑，下山卻看見他沒有受傷。他又有過目不忘的本領，他弟弟借鄰人的書放在案頭，他翻閱了一遍之後他弟弟就把書拿走，之後他拿筆疾書，把書中的內容一字不漏地寫出來。他平日喜歡臨池練字，筆法有如龍蛇，得王羲之遺意，又善於刻圖章，刻畫古樸，有秦漢之風。他更擅長繪畫，搜尋了不少中國畫，畫風受到南宋畫影響，常以壽老人等仙人為題材。又模仿福州的花鳥畫、山水畫，畫風深受中國畫影響。臨摹古人畫作極為逼真，混在一起人們也難以分辨真偽，隨後就以擅長繪畫聞名全國，其書法及畫作更被國人視為重寶。

### 成為宮廷畫師
他的才華得到尚寧王的賞識，召他進宮命他畫畫，他所畫的畫無論是山水、花竹還是鳥獸，每一筆都能表達出神髓，很得尚寧王歡心，任用他為宮廷畫師，常讓他隨侍左右，賜號「自了」。明崇禎年間，當來自明朝的正冊封使杜三策看到他的畫作時，讚歎他的作品可媲美顧愷之、王維等中國的著名畫家，是近世所沒有的。1637年（明崇禎七年，日本寬永十一年），琉球赴江戶使節把他的畫作帶到日本江戶，為日本畫家狩野安信所見，亦表示讚賞。

### 英年早逝
琉球國官修史書《球陽》記載欽可聖年僅十八歲逝世但據清朝陳元輔所著的《中山自了傳》記載，他在明崇禎十七年（1644年）逝世，享年三十一歲。無論何種說法，他都是英年早逝。《球陽》還記載一段他死後的傳說，書中載欽可聖的遺體下葬三日後失蹤，棺中只餘衣履，並有異香，繚繞不散。《球陽》編纂者又惋惜他無文章傳世，認為如果他父親有教他讀書，他的文章也可以媲美過去的文學家，又指如果他壽命較長、閱歷較多，加上本身的聰明才智，寫出來的文章也會有可觀之處。

## 畫作

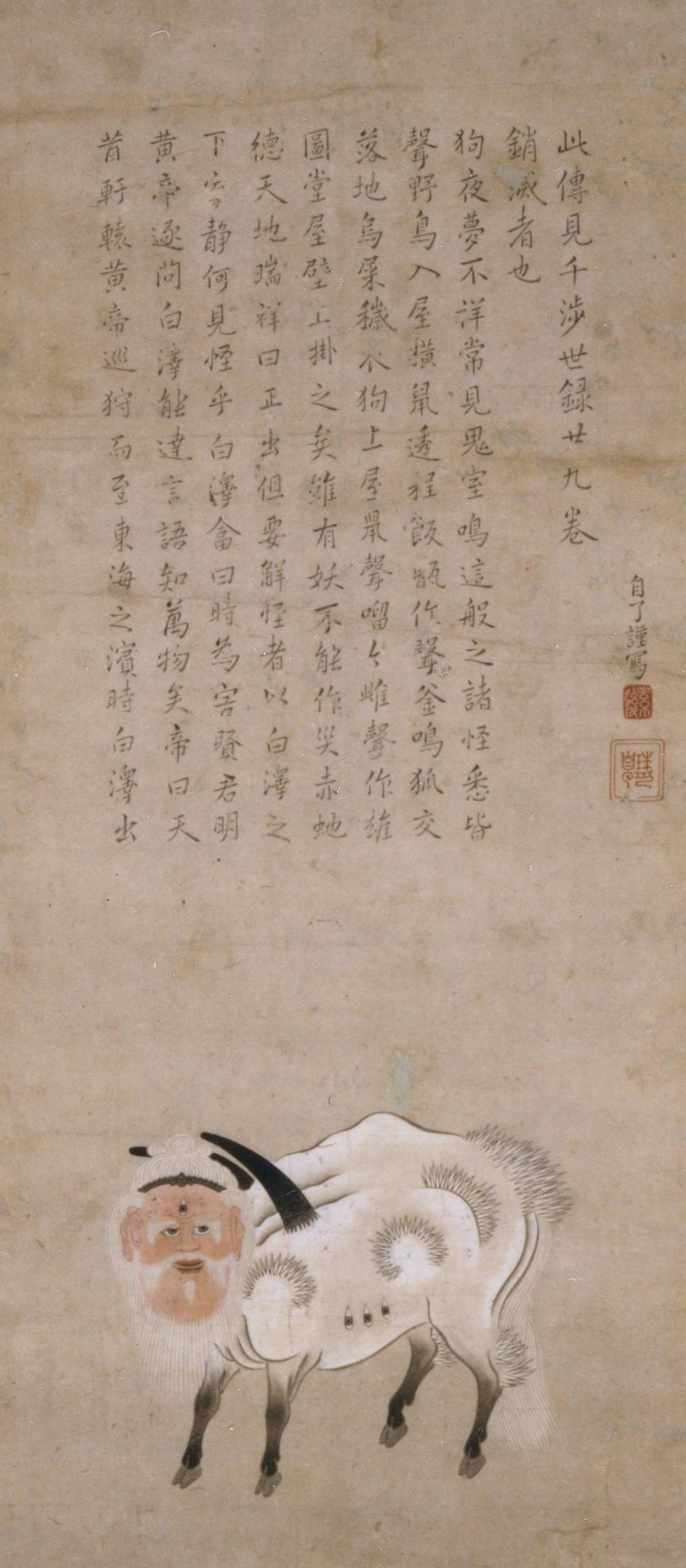
唯一現存且證實為欽可聖所繪的書作《白澤之圖》

欽可聖曾繪畫《竹林七賢》、《仙人圖》等作品，但已經在第二次世界大戰沖繩島戰役中燒毀，流傳至今而又證實是欽可聖作品的僅餘《白澤之圖》一幅。而沖繩縣立博物館收藏的《李白觀瀑圖》也可能是自了的作品 。

## 相關虛構作品
- 《草庵之畫家 —―天才畫家・自了（城間清豐）傳》，日本漫畫家橋口まり子所著、以欽可聖生平為藍本創作的日本漫畫